# Venecijanski prozor
Venecijanski prozor (ponekad zvan i palladijevski prozor) je naziv za trodijelni prozor, kod kojeg je središnji dio najširi, te na vrhu zaključen lučno, dok su uži bočni dijelovi zaključeni ravnom gredom.
Unatoč imenu, nije karakterističan samo za Veneciju i Veneto. 
Premda se doimlje da proizlazi iz Palladijevog motiva, zapravo su ga, kao uostalom i Palladijev motiv, koristili već ranije Rafael i Bramante.
Kasnije ga osobito koristi Vincenzo Scamozzi, a preuzima Inigo Jones, te je vrlo čest u engleskoj arhitekturi 18. st.
Javlja se i u inačici u kojoj ga reljefno obrubljuje veći vanjski luk. Tu je inačicu razvio Lord Burlington iz crteža Andree Palladija, koristeći je u više svojih arhitektonskih ostvarenja, a nakon njega i mnogi drugi engleski arhitekti, do duboko u 19. stoljeće.